# Kristian IV av Danmark

Porträtt på Christian IV.

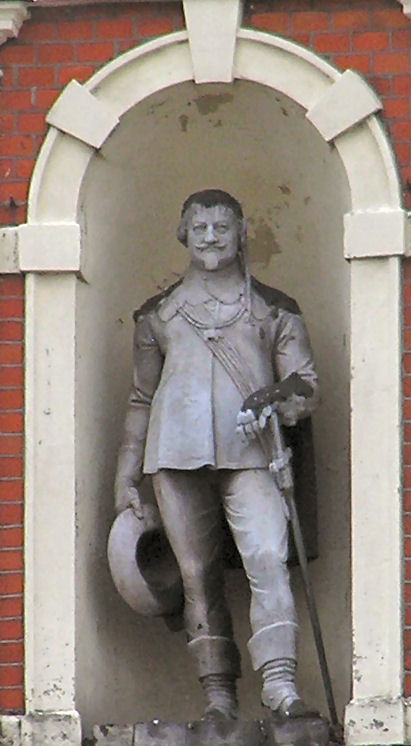
Staty över Kristian IV av Bertel Thorvaldsen, rådhuset i Kristianstad.

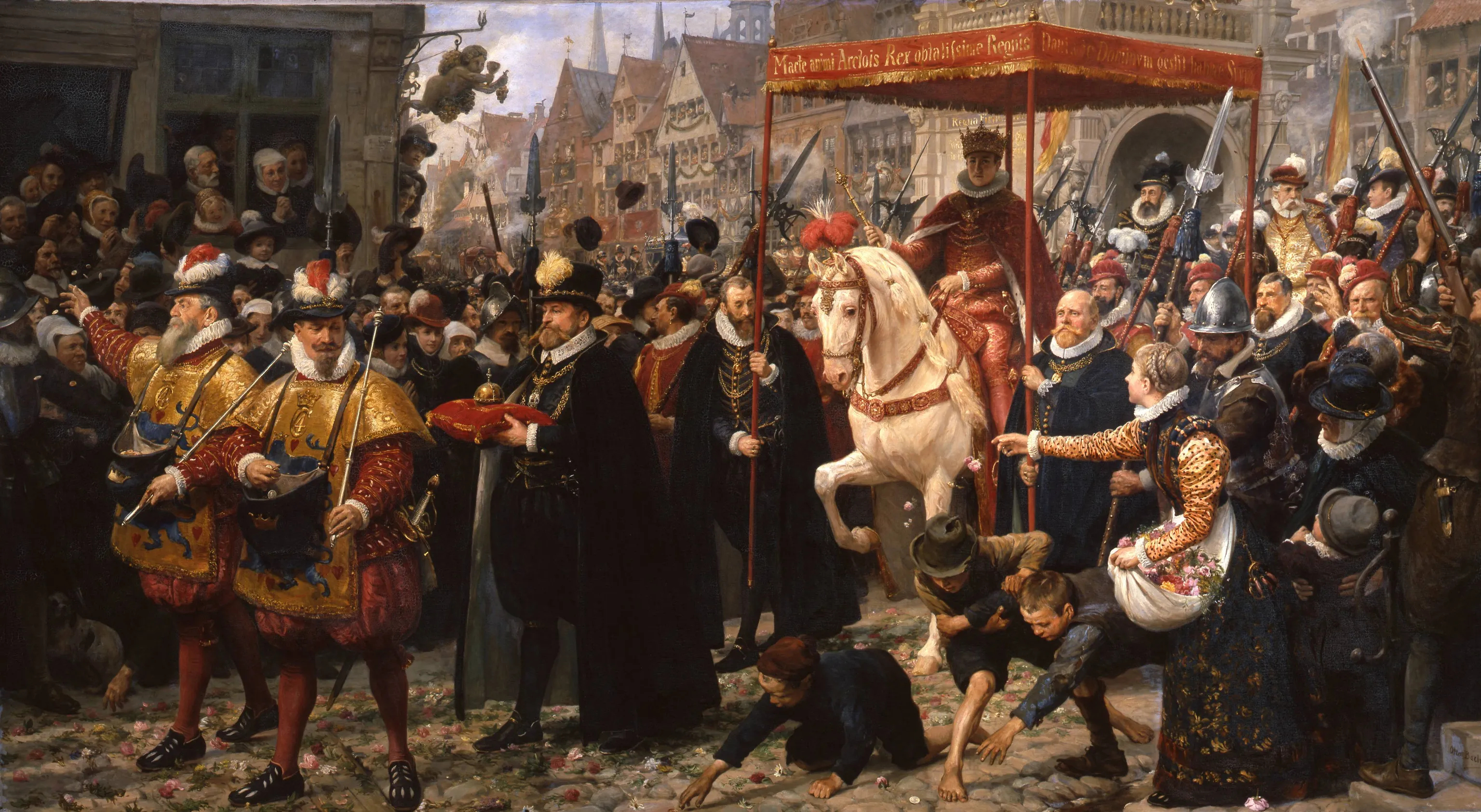
Kristian IV:s kröning 1596 målad av Otto Bache.

Kristian IV, da. Christian 4., född 12 april 1577, död 28 februari 1648, var kung av Danmark och Norge 1588–1648. Han var son till Fredrik II av Danmark och Sofia av Mecklenburg. Kungens valspråk löd "Regna firmat pietas", fromhet styrker rikena. Med nästan 60 år på tronen är han den längst regerande monarken i Danmarks historia.
Kristian valdes till tronföljare 1580 och var vid faderns död 1588 knappt elva år. Riksrådet tillsatte därför en förmyndarregering som bestod av fyra riksrådsmedlemmar. Han erhöll en ganska vårdad uppfostran, som dock led av dragkampen mellan det av modern gynnade tyska och det av adeln hävdade danska inflytandet. 1593 övertog Kristian regeringen i Slesvig-Holstein och 1596 i Danmark-Norge. Med iver ägnade sig Kristian åt regeringsbestyren; särskilt intresserade han sig för Norge, slottsbyggningar, stärkande av försvaret och utrikespolitiken.
Kristian IV ingick två äktenskap, första gången 1597 med Anna Katarina av Brandenburg och andra gången (morganatiskt) 1615 med Kirsten Munk.
Han avled 1648 på Rosenborgs slott och gravsattes i Roskilde domkyrka. Sonen Fredrik III efterträdde fadern på tronen.
Kristiania, Kristianopel, Christiania och Kristianstad är exempel på platser som har uppkallats efter Kristian IV. 

## Ekonomisk politik
Ekonomiskt sett förde Kristian IV en affärsmässig politik. Han gav handelsmonopol till handelsstäderna, upprättade det isländska, det grönländska och det ostindiska handelskompaniet, och 1616 förvärvade han kolonin Trankebar. År 1619 skickade kungen i väg Jens Munk med fregatten Enhörningen och jakten Lamprenen för att hitta sjövägen till Indien och Kina norr om Kanada. Före avresan talade kungen själv, under en gudstjänst i Holmens kyrka i Köpenhamn, till de 64 män som skulle delta i resan.

## Militära nederlag
Kungen hade ambitioner på att göra Danmark-Norge till nordeuropas starkaste makt politiskt, ekonomiskt och militärt, men fick stora problem med att bevara den danska ledarrollen där svenskarna förde en kraftig expansionspolitik. Flottan byggdes kraftigt ut, men Danmark lyckades aldrig få ihop en bondehär som kunde jämställas med den svenska. Kalmarkriget 1611–1613, som fördes med dyrt betalda legosoldater, gav inte något resultat, då de båda länderna var jämbördiga i militär styrka, och Kristian fick uppge sina ambitioner på att återupprätta unionen med Sverige.
Kristian kom därefter att vända sig mot söder för att utöka det danska inflytandet där. Trots det danska riksrådets motstånd drog han 1625 in Danmark i Trettioåriga kriget, ett företag som slutade med fiasko och en period med ockupation och plundring av Jylland. Misslyckandet minskade Kristians auktoritet och ökade spänningen mellan honom och adeln. Hans utrikespolitik kom därefter att inriktas mot att hindra Sveriges maktutvidgning i Tyskland. Ur politisk ståndpunkt var agerandet riktigt, men hans utmanande men ej på tillräckliga maktmedel stödda politik ledde till det katastrofala kriget med Sverige 1643–45.
År 1643 försökte svenskarna genom en kniptångsmanöver att rikta en dödsstöt mot Danmark. Den svenske fältmarskalken Lennart Torstenson ryckte in i Jylland från söder, och fältmarskalk Gustav Horn norrifrån in i Skåne. I Danmark kallas krigshändelserna för Torstensons krig och Horns krig, där den 67-årige Kristian IV 1644 ledde ett sjöslag på Kolberger Heide. Under detta sjöslag miste kungen synen på ena ögat, då en svensk kula träffade en kanon på det danska flaggskeppet Trefaldigheten. Kriget slutade med ett danskt nederlag, och med freden i Brömsebro upphörde den danska dominansen i Norden. Kristian IV var efter detta tvungen att i större utsträckning rätta sig efter riksrådet i Danmark.

## Framgångsrik byggherre
Även om Kristian IV:s regeringstid präglades av militära nederlag och ekonomisk tillbakagång, anser många danskar att denna period var en guldålder. Detta beror inte minst på de många städer som han anlade på sin tid: Christianshavn samt Kristianstad i Skåne som har Christian IV:s sigill som sitt stadsvapen än idag och är den enda staden i världen med en utländsk kungs sigill som sitt stadsvapen. Vidare anlade han Kristianopel i Blekinge, Christiania, Kongsberg och Kristiansand i Norge, och Glückstadt i Holstein. Städerna anlades efter renässansens ideal. Gatorna ligger vinkelrätt mot varandra. 
I Köpenhamn har han efterlämnat ett stort antal byggnadsverk som Börsen, Holmens kyrka, Rosenborgs slott, Regensen, Trinitatis kirke med Rundetårn, som skulle tjäna som observatorium, Nyboder, Proviantgården och Tøjhuset. Dessutom byggde han om Frederiksborgs slott i Hilleröd till ett vackert renässansslott.

## Familj

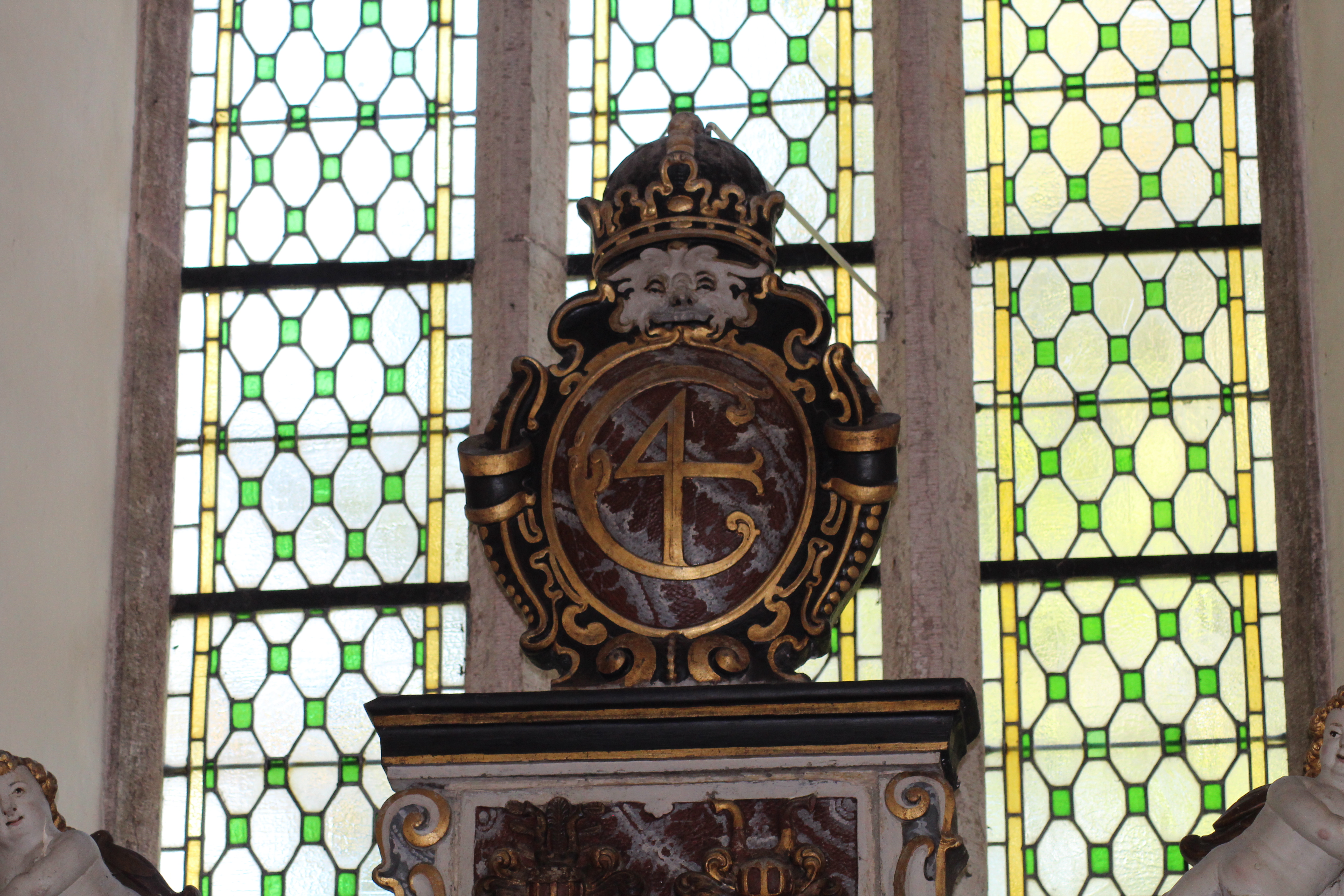
I flera kyrkor på Gotlands kröns altartavlorna fortfarande av Kristian IV:s monogram. Här altartavlan i Västergarns kyrka.

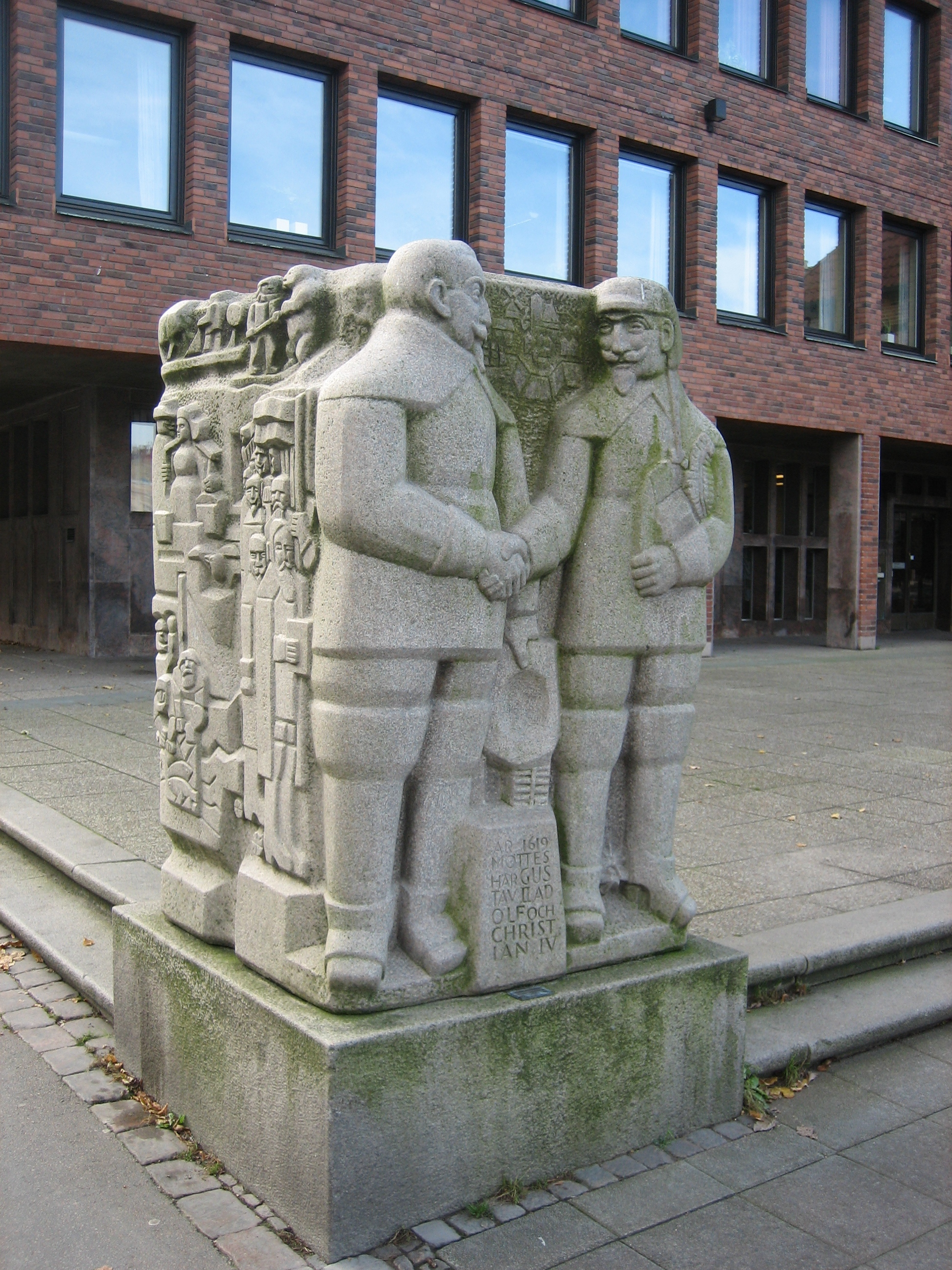
Kungamötet 1619 i Halmstad mellan Kristian IV och Gustav II Adolf, skulptur av Edvin Öhrström, utanför Halmstads rådhus

Under kung Kristian IV:s 60-åriga regeringstid fick han sammanlagt 23 barn, efter vad man känner till. Anna Katarina födde honom sex barn, däribland sedermera kung Fredrik III. Redan före drottningens död 1612 inledde kungen ett förhållande med Kirsten Madsdatter, som gav honom ett frillobarn, och Karen Andersdatter i sin tur tre frillobarn. 
Kristian IV fick tolv barn med Kirsten Munk, bland annat Leonora Christina som redan vid 15 års ålder blev bortgift med Corfitz Ulfeldt. Kungens och Kirstens mångåriga, stormiga äktenskap slutade med att kungen beskyllde hustrun för otrohet och för att försöka förgifta honom, och det blev skilsmässa. Efter 1629 levde kungen ihop med Vibeke Kruse, med vilken han fick två frillobarn. Åtta av Kristians barn dog som små. Hans äldste son, arvtagaren prins Kristian, dog 1647.

### Barn medAnna Katarina av Brandenburg
1. Kristian, "den utvalde prinsen" (1603–1647)
2. Fredrik III av Danmark, född 1609.
3. Ulrik (1611–1633; var en tid furstbiskop av det sekulariserade stiftet Schwerin; han var påtänkt som äkta make till drottning Kristina av Sverige; under en förhandling blev han ihjälskjuten av en kejserlig krypskytt)[4]
4. ytterligare tre barn, döda som små

### Barn medKirsten Madsdatter
1. Christian Ulrik Gyldenløve, född 1611.

### Barn medKaren Andersdatter
1. Hans Ulrik Gyldenløve, född 1615, död 1645, gift med Regitze Grubbe.

### Barn medKirsten Munk
1. Anne Kathrine (1618–1633; 1627 trolovad med Frands Rantzau, som var ståthållare i Köpenhamn och även rikshovmästare. Han omkom 1632 efter en fest vid Rosenborgs slott i Köpenhamn; han föll i vallgraven och drunknade. Hon sörjde ihjäl sig).
2. Sofie Elisabeth (1619–1657; gift med den tyske politikern Christian von Pentz)
3. Leonora Christina, född 1621; gift 1636 med Corfitz Ulfeldt.
4. Valdemar Christian (1622–1656)
5. Elisabet Augusta (1623–1677; gift med Hans Lindenov, känd som en bråkstake)
6. Fredrik Kristian (1625–1627)
7. Christiane, född 1626; gift 1642 med Hannibal Sehested, tvilling till
8. Hedevig (1626–1678; gift med Ebbe Ulfeldt; hon kallade honom 'det forbandede kreatur' men följde honom likväl i landsflykt till drottning Kristinas hov i Stockholm)
9. Marie Kathrine (född och död 1628)
10. Dorotea Elisabet (1629–1687; kung Kristian IV kallade henne "den kasserade jungfrun", eftersom han var säker på att han inte var hennes far; hon skickades till ett kloster i Tyskland)
11. ytterligare två barn, som var dödfödda

### Barn medVibeke Kruse
1. Ulrik Christian Gyldenløve, född 1630, död 1658.
2. Elisabeth Sofie Christiansdatter, född 1633, död 1654, gift 1648 med Claus Ahlefeldt.

## Anfäder
|             |  |  |  |  |  |  |  |                       |  |  |  |  |  |  |  |                               |  |  |  |  |  |  |  | Fredrik I av Danmark                  |
|             |  |  |  |  |  |  |  |                       |  |  |  |  |  |  |  |                               |  |  |  |  |  |  |  |                                       |
|             |  |  |  |  |  |  |  |                       |  |  |  |  |  |  |  | Kristian III av Danmark       |  |  |  |  |  |  |  |                                       |
|             |  |  |  |  |  |  |  |                       |  |  |  |  |  |  |  |                               |  |  |  |  |  |  |  |                                       |
|             |  |  |  |  |  |  |  |                       |  |  |  |  |  |  |  |                               |  |  |  |  |  |  |  | Anna av Brandenburg                   |
|             |  |  |  |  |  |  |  |                       |  |  |  |  |  |  |  |                               |  |  |  |  |  |  |  |                                       |
|             |  |  |  |  |  |  |  | Fredrik II av Danmark |  |  |  |  |  |  |  |                               |  |  |  |  |  |  |  |                                       |
|             |  |  |  |  |  |  |  |                       |  |  |  |  |  |  |  |                               |  |  |  |  |  |  |  |                                       |
|             |  |  |  |  |  |  |  |                       |  |  |  |  |  |  |  |                               |  |  |  |  |  |  |  | Magnus I av Sachsen-Lauenburg         |
|             |  |  |  |  |  |  |  |                       |  |  |  |  |  |  |  |                               |  |  |  |  |  |  |  |                                       |
|             |  |  |  |  |  |  |  |                       |  |  |  |  |  |  |  | Dorothea av Sachsen-Lauenburg |  |  |  |  |  |  |  |                                       |
|             |  |  |  |  |  |  |  |                       |  |  |  |  |  |  |  |                               |  |  |  |  |  |  |  |                                       |
|             |  |  |  |  |  |  |  |                       |  |  |  |  |  |  |  |                               |  |  |  |  |  |  |  | Katarina av Braunschweig-Wolfenbüttel |
|             |  |  |  |  |  |  |  |                       |  |  |  |  |  |  |  |                               |  |  |  |  |  |  |  |                                       |
| Kristian IV |  |  |  |  |  |  |  |                       |  |  |  |  |  |  |  |                               |  |  |  |  |  |  |  |                                       |
|             |  |  |  |  |  |  |  |                       |  |  |  |  |  |  |  |                               |  |  |  |  |  |  |  | Albrekt VII av Mecklenburg            |
|             |  |  |  |  |  |  |  |                       |  |  |  |  |  |  |  |                               |  |  |  |  |  |  |  |                                       |
|             |  |  |  |  |  |  |  |                       |  |  |  |  |  |  |  | Ulrik III av Mecklenburg      |  |  |  |  |  |  |  |                                       |
|             |  |  |  |  |  |  |  |                       |  |  |  |  |  |  |  |                               |  |  |  |  |  |  |  |                                       |
|             |  |  |  |  |  |  |  |                       |  |  |  |  |  |  |  |                               |  |  |  |  |  |  |  | Anna av Brandenburg                   |
|             |  |  |  |  |  |  |  |                       |  |  |  |  |  |  |  |                               |  |  |  |  |  |  |  |                                       |
|             |  |  |  |  |  |  |  | Sofia av Mecklenburg  |  |  |  |  |  |  |  |                               |  |  |  |  |  |  |  |                                       |
|             |  |  |  |  |  |  |  |                       |  |  |  |  |  |  |  |                               |  |  |  |  |  |  |  |                                       |
|             |  |  |  |  |  |  |  |                       |  |  |  |  |  |  |  |                               |  |  |  |  |  |  |  | Fredrik I av Danmark                  |
|             |  |  |  |  |  |  |  |                       |  |  |  |  |  |  |  |                               |  |  |  |  |  |  |  |                                       |
|             |  |  |  |  |  |  |  |                       |  |  |  |  |  |  |  | Elisabet av Danmark           |  |  |  |  |  |  |  |                                       |
|             |  |  |  |  |  |  |  |                       |  |  |  |  |  |  |  |                               |  |  |  |  |  |  |  |                                       |
|             |  |  |  |  |  |  |  |                       |  |  |  |  |  |  |  |                               |  |  |  |  |  |  |  | Sophie av Pommern                     |
|             |  |  |  |  |  |  |  |                       |  |  |  |  |  |  |  |                               |  |  |  |  |  |  |  |                                       |